# 田中マルシオ敬三
田中マルシオ敬三（たなか マルシオ けいぞう、1980年6月9日 - ）は、元社会人野球選手（内野手）。JR九州に所属していた。

## 来歴・人物
ブラジル・サンパウロ州チエテ出身。父親が日本人、母親がブラジル人の日系2世である。佐藤二朗（ヤマハ）とは中学生時代から面識があった。
15歳の時に来日、柳川高等学校に入学。1年次からショートのレギュラーをつかむも、甲子園出場はならなかった。その後東京農業大学に進学し、20歳で日本国籍を取得。
大学卒業後の2003年にはJR九州に入社。同年から監督に就任した吉田博之の下で徹底的に鍛えられ、1番・ショートの定位置を獲得。
2010年には前出の佐藤ともども社会人ベストナインのタイトルを獲得した。
2013年には、第3回WBCのブラジル代表に選ばれた。
2015年度をもって現役引退。

## 表彰
- 社会人ベストナイン（2010年）